# Wapen van Lommel

Het wapen van Lommel

Het wapen van Lommel werd voor het eerst op 20 oktober 1819 per besluit van de Hoge Raad van Adel toegekend aan de Limburgse gemeente Lommel. De beschrijving van het wapen werd na die tijd nog in 1838 en 1994 gewijzigd.

## Beschrijvingen
De eerste blazoenering uit 1819 luidt als volgt:
van lazuur beladen met een eikenboom aan welks stam twee grazende schapen op een terras, alles van goud.
De tweede blazoenering uit 1839 luidt als volgt:
Een blauw veld met eenen gulden eykenboom met gulden eykels voorzien, geplaetst op een geel heuveltje; aen den voet van den boom twee weydende schaepen van zelfde kleur.
De derde en huidige blazoenering uit 1994 luidt als volgt:
In lazuur een eik op een losse grond, aan weerszijden vergezeld van een grazend schaap, alles van goud.

## Herkomst
Het wapen is gebaseerd op de zegels van Lommel tussen de 14e en de 17e eeuw. Het is niet bekend waar de zegels naar verwijzen en welke kleur ze hadden. Toen de burgemeester van Lommel het wapen in 1813 aanvroeg, gaf hij niet op in welke kleuren het was uitgevoerd. In 1819 werd het wapen daarom in de Nederlandse rijkskleuren toegekend.